# Бджолоїдка сапфірова
Бджолоїдка сапфірова (Merops muelleri) — вид сиворакшоподібних птахів родини бджолоїдкових (Meropidae).

## Назва
Вид названо на честь німецького орнітолога Йогана Вільгельма фон Мюллера (1824—1866).

## Поширення
Вид поширений в тропічних лісах Центральної Африки. Його ареал включає Камерун, Центральноафриканську Республіку, Республіку Конго, Демократичну Республіку Конго, Габон та Екваторіальну Гвінею. Є ізольована популяція на заході Кенії.

## Опис
Довжина тіла птаха близько 19 см. Вага 20-30 г. Забарвлення переважно синє. Крила та спина коричневого кольору. Дзьоб чорний, як і область біля очей і дзьоба. Підборіддя і верхня частина горла червоні з чорною каймою. Черево блідішого відтінку синього кольору. Око червоне. Статевий диморфізм відсутній.

## Спосіб життя
Трапляється поодинці або парами. Живиться комахами. Близько половини раціону складають бджоли, оси та інші види перетинчастокрилих, решта — жуки, бабки, метелики, молі та цикади.